# Международная экономика
Международная экономика — это дисциплина, изучающая закономерности взаимодействия хозяйственных субъектов разных государств в области международного обмена товарами, услугами, трудом, капиталом и другими факторами производства.

## Предмет международной экономики
Предметом международной экономики являются экономические отношения, которые складываются между её субъектами в связи с торговой, производственно-инвестиционной и валютно-финансовой деятельностью.

## Объект международной экономики
Объектом изучения международной экономики является всемирное или мировое хозяйство (мировая экономика).
Мировое хозяйство — это совокупность отдельных стран, участвующих в международном разделении труда и связанных системой международных экономических отношений.
В качестве объектов международной экономики выступают также товары и услуги, обращающиеся в международной торговле, объём которой сегодня составляет около 9 трлн долларов США.Обмен товарами и услугами в международной экономике отличается крупными объёмами, широтой ассортимента, дифференциацией по качеству.

## Структура курса международной экономики
Курс теории международной экономики состоит из 2 частей:
- Международная микроэкономика изучает закономерности поведения участников мирового рынка, определяемые их интересами и возможностями.
- Международная макроэкономика посвящена исследованию процессов согласования внутреннего равновесия с состоянием платежного баланса. В ней показывается:
  - Как платёжный баланс соотносится с бюджетно-налоговой и кредитно-денежной политикой;
  - Как действия правительства и центробанка по корректировке внутреннего рынка могут изменить её позиции во внешнем мире.